# Цицит

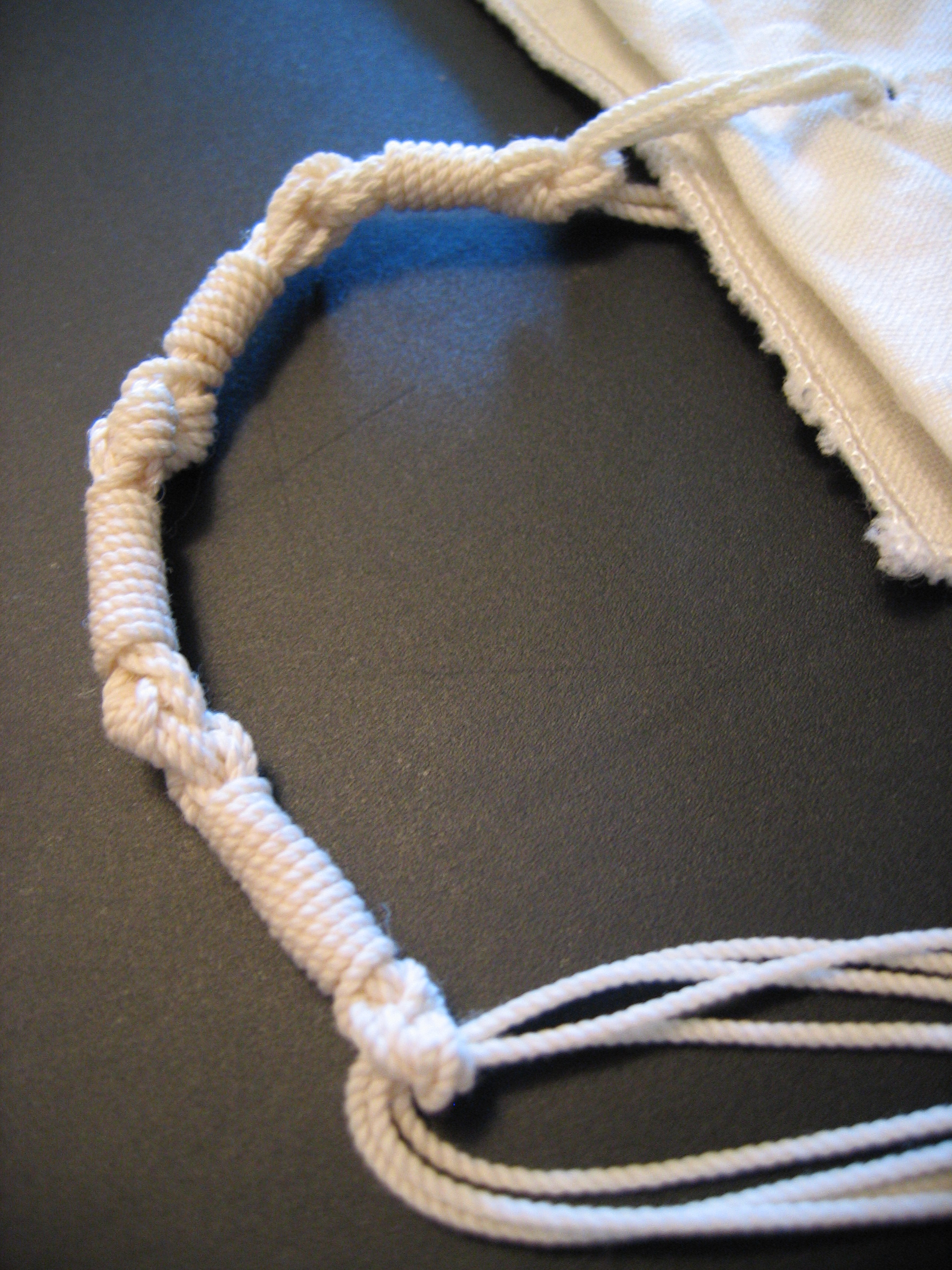
цицит

Цицит або цицес (івр. ציצית) — в юдаїзмі сплетені пучки ниток (часто вовняних), які зобов'язані носити чоловіки з 13 років (вік Бар-міцва), на кутах чотирикутного одягу. Зокрема, цицит є атрибутом таліта, молитовного облачення, і виконує певну ритуальну функцію.
Цицит нагадує єврею про всі заповіді, тим самим ніби підштовхуючи до їх виконання. У формі китиці цицит (8 ниток і 5 вузлів на кожній, разом — 13 елементів) і в самому слові цицит (гематрія 600) прихований натяк на 613 заповідей Тори.
Талмуд розбирає заповідь про цицит у трактаті Менахот, починаючи зі сторінки 38А, глава «га-Тхелет». Жінкам носити цицит не забороняється, проте традиційно його носять тільки чоловіки.